# Emilia-Romagnas Grand Prix 2022
Emilia-Romagnas Grand Prix 2022, officiellt Formula 1 Rolex Gran Premio dell'Emilia Romagna 2022, var ett Formel 1-lopp som kördes den 24 april 2022 på Autodromo Enzo e Dino Ferrari i Italien. Loppet var det fjärde ingående i Formel 1-säsongen 2022 och kördes över 63 varv.

## Bakgrund
Loppet var den fjärde omgången av Formel 1-världsmästerskapet 2022 och var tredje upplagan av Emilia-Romagnas Grand Prix. Det var den trettionde gången som Imola var värd för ett Formel 1-lopp, efter att ha varit värd för 27 upplagor av San Marinos- och 1980 års Italiens Grand Prix.
Förarna och teamen var desamma som säsongens anmälningslista utan ytterligare förändringar bland förarna. Däckleverantören Pirelli tog med sig däckblandningarna C2, C3 och C4 (betecknade hårda, medium respektive mjuka) för team att använda vid omgången.
Max Verstappen för Red Bull gick in som försvarande tävlingsvinnare och Charles Leclerc gick in som mästerskapsledare. Charles Leclerc ansågs vara favorit för att vinna loppet.
Vid omgången kördes ett sprintlopp. Sprintkvalet är ett nytt format som introducerades under den förra säsongen där förarna under 17 varv, ca 100 km, kvalar för att bestämma ordningen för loppet på söndag. Platsen på startgridden för sprintkvalet kom till att bestämmas genom det normala kvalformatet, det vill säga, tre kvalrundor (Q1, Q2 och Q3) och det vanliga kvalet körs redan på fredagen. Den slutliga klassificeringen av sprintkvalet kom till att bli startplatsen inför söndagens lopp. Vinnaren av sprintkvalet är på pole position. Dessutom tilldelar sprintkvalet poäng till de åtta bästa förarna.
| Position       | 1:a | 2:a | 3:a | 4:a | 5:a | 6:a | 7:a | 8:a |
| -------------- | --- | --- | --- | --- | --- | --- | --- | --- |
| Poäng (sprint) | 8   | 7   | 6   | 5   | 4   | 3   | 2   | 1   |

## Ställning i mästerskapet före loppet
| Pos. | Förare            | Poäng |
| ---- | ----------------- | ----- |
| 1    | Charles Leclerc   | 71    |
| 2    | George Russell    | 37    |
| 3    | Carlos Sainz, Jr. | 33    |
| 4    | Sergio Pérez      | 30    |
| 5    | Lewis Hamilton    | 28    |

| Pos. | Konstruktör      | Poäng |
| ---- | ---------------- | ----- |
| 1    | Ferrari          | 104   |
| 2    | Mercedes         | 65    |
| 3    | Red Bull         | 55    |
| 4    | McLaren-Mercedes | 24    |
| 5    | Alpine-Renault   | 22    |

- Notering: Endast de fem bästa placeringarna i vardera mästerskap finns med på listorna.

## Träningspass
Det första träningspasset kördes klockan 13:25 (svensk tid).
Det andra träningspasset körs på lördag klockan 12:30 (svensk tid).

## Kvalet
Kvalet kördes på fredag den 22 april klockan 17:00 (svensk tid).
| Pos.                    | Nr. | Förare           | Konstruktör           | Kvaltider | Kvaltider | Kvaltider | Start- grid |
| Pos.                    | Nr. | Förare           | Konstruktör           | Q1        | Q2        | Q3        | Start- grid |
| ----------------------- | --- | ---------------- | --------------------- | --------- | --------- | --------- | ----------- |
| 1                       | 1   | Max Verstappen   | Red Bull Racing-RBPT  | 1:19.295  | 1:18.793  | 1:27.999  | 1           |
| 2                       | 16  | Charles Leclerc  | Ferrari               | 1:18.796  | 1:19.584  | 1:28.778  | 2           |
| 3                       | 4   | Lando Norris     | McLaren-Mercedes      | 1:20.168  | 1:19.294  | 1:29.131  | 3           |
| 4                       | 20  | Kevin Magnussen  | Haas-Ferrari          | 1:20.147  | 1:19.902  | 1:29.164  | 4           |
| 5                       | 14  | Fernando Alonso  | Alpine-Renault        | 1:20.198  | 1:19.595  | 1:29.202  | 5           |
| 6                       | 3   | Daniel Ricciardo | McLaren-Mercedes      | 1:19.980  | 1:20.031  | 1:29.742  | 6           |
| 7                       | 11  | Sergio Pérez     | Red Bull Racing-RBPT  | 1:19.773  | 1:19.296  | 1:29.808  | 7           |
| 8                       | 77  | Valtteri Bottas  | Alfa Romeo-Ferrari    | 1:20.419  | 1:20.192  | 1:30.439  | 8           |
| 9                       | 5   | Sebastian Vettel | Aston Martin-Mercedes | 1:20.364  | 1:19.957  | 1:31.062  | 9           |
| 10                      | 55  | Carlos Sainz Jr. | Ferrari               | 1:19.305  | 1:18.990  | No time   | 10          |
| 11                      | 63  | George Russell   | Mercedes              | 1:20.383  | 1:20.757  | N/A       | 11          |
| 12                      | 47  | Mick Schumacher  | Haas-Ferrari          | 1:20.422  | 1:20.916  | N/A       | 12          |
| 13                      | 44  | Lewis Hamilton   | Mercedes              | 1:20.470  | 1:21.138  | N/A       | 13          |
| 14                      | 24  | Zhou Guanyu      | Alfa Romeo-Ferrari    | 1:19.730  | 1:21.434  | N/A       | 14          |
| 15                      | 18  | Lance Stroll     | Aston Martin-Mercedes | 1:20.342  | 1:28.119  | N/A       | 15          |
| 16                      | 22  | Yuki Tsunoda     | AlphaTauri-RBPT       | 1:20.474  | N/A       | N/A       | 16          |
| 17                      | 10  | Pierre Gasly     | AlphaTauri-RBPT       | 1:20.732  | N/A       | N/A       | 17          |
| 18                      | 6   | Nicholas Latifi  | Williams-Mercedes     | 1:21.971  | N/A       | N/A       | 18          |
| 19                      | 31  | Esteban Ocon     | Alpine-Renault        | 1:22.338  | N/A       | N/A       | 19          |
| 107 %-gränsen: 1:24.311 |     |                  |                       |           |           |           |             |
| —                       | 23  | Alexander Albon  | Williams-Mercedes     | No time   | N/A       | N/A       | 201         |
| Källor:                 |     |                  |                       |           |           |           |             |

Noter
- ^1  – Alexander Albon lyckades inte sätta någon tid under kvalet, men fick senare tillåtelse att starta i sprinten.[5]

## Sprint
Sprinten kördes på lördag den 23 april klockan 16:30 (svensk tid).
| Pos.                                                                     | Nr. | Förare           | Konstruktör           | Varv | Tid/Bröt  | Grid | Poäng | Start- grid |
| ------------------------------------------------------------------------ | --- | ---------------- | --------------------- | ---- | --------- | ---- | ----- | ----------- |
| 1                                                                        | 1   | Max Verstappen   | Red Bull Racing-RBPT  | 21   | 30:39.567 | 1    | 8     | 1           |
| 2                                                                        | 16  | Charles Leclerc  | Ferrari               | 21   | +2.975    | 2    | 7     | 2           |
| 3                                                                        | 11  | Sergio Pérez     | Red Bull Racing-RBPT  | 21   | +4.721    | 7    | 6     | 3           |
| 4                                                                        | 55  | Carlos Sainz Jr. | Ferrari               | 21   | +17.578   | 10   | 5     | 4           |
| 5                                                                        | 4   | Lando Norris     | McLaren-Mercedes      | 21   | +24.561   | 3    | 4     | 5           |
| 6                                                                        | 3   | Daniel Ricciardo | McLaren-Mercedes      | 21   | +27.740   | 6    | 3     | 6           |
| 7                                                                        | 77  | Valtteri Bottas  | Alfa Romeo-Ferrari    | 21   | +28.133   | 8    | 2     | 7           |
| 8                                                                        | 20  | Kevin Magnussen  | Haas-Ferrari          | 21   | +30.712   | 4    | 1     | 8           |
| 9                                                                        | 14  | Fernando Alonso  | Alpine-Renault        | 21   | +32.278   | 5    |       | 9           |
| 10                                                                       | 47  | Mick Schumacher  | Haas-Ferrari          | 21   | +33.773   | 12   |       | 10          |
| 11                                                                       | 63  | George Russell   | Mercedes              | 21   | +36.284   | 11   |       | 11          |
| 12                                                                       | 22  | Yuki Tsunoda     | AlphaTauri-RBPT       | 21   | +38.298   | 16   |       | 12          |
| 13                                                                       | 5   | Sebastian Vettel | Aston Martin-Mercedes | 21   | +40.177   | 9    |       | 13          |
| 14                                                                       | 44  | Lewis Hamilton   | Mercedes              | 21   | +41.459   | 13   |       | 14          |
| 15                                                                       | 18  | Lance Stroll     | Aston Martin-Mercedes | 21   | +42.910   | 15   |       | 15          |
| 16                                                                       | 31  | Esteban Ocon     | Alpine-Renault        | 21   | +43.517   | 19   |       | 16          |
| 17                                                                       | 10  | Pierre Gasly     | AlphaTauri-RBPT       | 21   | +43.794   | 17   |       | 17          |
| 18                                                                       | 23  | Alexander Albon  | Williams-Mercedes     | 21   | +48.871   | 20   |       | 18          |
| 19                                                                       | 6   | Nicholas Latifi  | Williams-Mercedes     | 21   | +52.017   | 18   |       | 19          |
| Ret                                                                      | 24  | Zhou Guanyu      | Alfa Romeo-Ferrari    | 0    | Kollision | 14   |       | PL1         |
| Snabbaste varv: Sergio Pérez (Red Bull Racing-RBPT) – 1:19.012 (varv 14) |     |                  |                       |      |           |      |       |             |
| Källor:                                                                  |     |                  |                       |      |           |      |       |             |

Noter
- ^1  – Zhou Guanyu kvalificerade sig inte, men fick senare tillåtelse att starta i loppet. Han fick dock starta loppet från depån efter att stallet brutit mot parc ferme reglerna efter sprinten[7]

## Loppet
Max Verstappen för Red Bull vann loppet följt av stallkamraten Sergio Pérez på andra plats följt av McLarens Lando Norris på tredje plats. Detta var Red Bulls första dubbelseger sedan Malaysias Grand Prix 2016.
På det första varvet kolliderade Daniel Ricciardo med Carlos Sainz, Jr. vilket utlöste en säkerhetsbil. Sainz tvingades bryta loppet vilket blir hans andra brutna lopp i sträck. I det sjätte varvet lossnade en del av sidepoden på Fernando Alonsos bil. Han tvingades gå in i depån i slutet av varvet och bröt loppet. Skadan uppstod under det första varvet då Alonso kolliderade med Mick Schumacher.
| Pos.                                                                       | Nr. | Förare           | Konstruktör           | Varv | Tid/Bröt    | Grid | Poäng |
| -------------------------------------------------------------------------- | --- | ---------------- | --------------------- | ---- | ----------- | ---- | ----- |
| 1                                                                          | 1   | Max Verstappen   | Red Bull Racing-RBPT  | 63   | 1:32:07,986 | 1    | 261   |
| 2                                                                          | 11  | Sergio Pérez     | Red Bull Racing-RBPT  | 63   | +16,527s    | 3    | 18    |
| 3                                                                          | 4   | Lando Norris     | McLaren-Mercedes      | 63   | +34,834s    | 5    | 15    |
| 4                                                                          | 63  | George Russell   | Mercedes              | 63   | +42,506s    | 11   | 12    |
| 5                                                                          | 77  | Valtteri Bottas  | Alfa Romeo-Ferrari    | 63   | +43,181s    | 7    | 10    |
| 6                                                                          | 16  | Charles Leclerc  | Ferrari               | 63   | +56,072s    | 2    | 8     |
| 7                                                                          | 22  | Yuki Tsunoda     | AlphaTauri-RBPT       | 63   | +61,110s    | 12   | 6     |
| 8                                                                          | 5   | Sebastian Vettel | Aston Martin-Mercedes | 63   | +70,892s    | 13   | 4     |
| 9                                                                          | 20  | Kevin Magnussen  | Haas-Ferrari          | 63   | +75,260s    | 8    | 2     |
| 10                                                                         | 18  | Lance Stroll     | Aston Martin-Mercedes | 62   | +1 varv     | 15   | 1     |
| 11                                                                         | 23  | Alexander Albon  | Williams-Mercedes     | 62   | +1 varv     | 18   |       |
| 12                                                                         | 10  | Pierre Gasly     | AlphaTauri-RBPT       | 62   | +1 varv     | 17   |       |
| 13                                                                         | 44  | Lewis Hamilton   | Mercedes              | 62   | +1 varv     | 14   |       |
| 14                                                                         | 31  | Esteban Ocon     | Alpine-Renault        | 62   | +1 varv     | 16   |       |
| 15                                                                         | 24  | Zhou Guanyu      | Alfa Romeo-Ferrari    | 62   | +1 varv     | PL   |       |
| 16                                                                         | 6   | Nicholas Latifi  | Williams-Mercedes     | 62   | +1 varv     | 19   |       |
| 17                                                                         | 47  | Mick Schumacher  | Haas-Ferrari          | 62   | +1 varv     | 10   |       |
| 18                                                                         | 3   | Daniel Ricciardo | McLaren-Mercedes      | 62   | +1 varv     | 6    |       |
| RET                                                                        | 14  | Fernando Alonso  | Alpine-Renault        | 6    | Skada       | 9    |       |
| RET                                                                        | 55  | Carlos Sainz Jr. | Ferrari               | 0    | DNF         | 4    |       |
| Snabbaste varvet: Max Verstappen, Red Bull Racing-RBPT, 1:18,446 (varv 55) |     |                  |                       |      |             |      |       |
| Källor:                                                                    |     |                  |                       |      |             |      |       |

Noter
- ^1  – Inkluderar en extra poäng för snabbaste varv.

## Ställning i mästerskapet efter loppet
| Pos.  | Förare            | Poäng |
| ----- | ----------------- | ----- |
| 1 ▬   | Charles Leclerc   | 86    |
| 2 ▲ 4 | Max Verstappen    | 59    |
| 3 ▲ 1 | Sergio Pérez      | 54    |
| 4 ▼ 2 | George Russell    | 49    |
| 5 ▼ 2 | Carlos Sainz, Jr. | 38    |

| Pos.  | Konstruktör        | Poäng |
| ----- | ------------------ | ----- |
| 1 ▬   | Ferrari            | 124   |
| 2 ▲ 1 | Red Bull           | 113   |
| 3 ▼ 1 | Mercedes           | 77    |
| 4 ▬   | McLaren-Mercedes   | 46    |
| 5 ▲ 1 | Alfa Romeo-Ferrari | 25    |

- Notering: Endast de fem bästa placeringarna i vardera mästerskap finns med på listorna.